# 진화론적 인식론
진화론적 인식론 은 (1) 동물과 인간의 인식 메커니즘의 생물학적 진화, (2) 지식 자체가 자연 선택에 의해 진화한다는 이론, (3) 새로운 추상적 실체의 역사적 발견에 대한 연구의 세 가지 별개의 주제를 나타낸다. 그러한 추상화의 개별 획득 및 사용에 필연적으로 선행하는 추상적인 수 또는 추상적인 가치로서. 인식론 연구의 한 분야로서 진화론적 인식론은 철학과 진화 생물학 교차점에 있다.
"진화론적 인식론"은 생물학적 진화의 개념을 동물 및 인간 인지의 성장에 적용하는 인식론의 연구 분야를 가리킬 수 있다. 그것은 마음이 부분적으로 유전적으로 결정되며 그 구조와 기능이 적응, 즉 유기체와 환경 사이의 비목적론적 상호작용 과정을 반영한다고 주장한다. 따라서 주어진 인구에서 포괄적인 적합도를 증가시키는 경향이 있는 인지 특성은 시간이 지남에 따라 더 일반적으로 커져야 하며, 보인자가 유전자를 전달하는 것을 방지하는 경향이 있는 특성은 점점 더 적게 나타나야 한다.

"진화론적 인식론"은 생물학적 진화의 개념을 인간 지식의 성장에 적용하고 지식의 단위 자체, 특히 과학 이론이 선택에 따라 진화한다고 주장하는 이론을 참조할 수도 있다. 이 경우 질병의 세균 이론과 같은 이론은 그것을 둘러싼 지식 체계의 변화에 따라 어느 정도 신빙성이 있게 된다.
"진화론적 인식론"은 또한 (상)유전적 인식론의 반대, 즉 계통발생적 인식론을 개인이 그러한 추상화의 학습에 필연적으로 선행하는 추상화의 역사적 발견 및 구체화로 나타낼 수 있다.

## 참고자료
- Campbell, D. T., letter to Karl Popper, Popper archive 'Karl-Popper-Sammlung', University of Klagenfurt, box 282, folder 12, see H.-J. Niemann, Popper, Darwin and Biology, in G. Franco (ed.) Handbuch Karl Popper, Springer Nature 2019, 359-380.
- Harms, William F., Information and Meaning in Evolutionary Processes (Cambridge Studies in Philosophy and Biology) , 2004
- Kress, O. A new approach to cognitive development: ontogenesis and the process of initiation. Evolution and Cognition (1993) Vol 2(4): 319-332.
- Piaget, J. Genetic Epistemology. 1974
- Popper, Karl R. Objective Knowledge, An Evolutionary Approach. Oxford University Press, 1972.
- Riedl, R. Biology of Knowledge: The Evolutionary Basis of Reason, Chichester: John Wiley & Sons, 1984.
- Schilpp, P. A., ed. The Philosophy of Karl R. Popper. LaSalle, IL. Open Court. 1974. See Campbell's essay, "Evolutionary Epistemology" on pp.412–463.
- Toulmin, Stephen Human Understanding: Volume 1: The Collective Use and Evolution of Concepts, 1972.